# Чретеж при Кршкем
Чретеж при Кршкем (словен. Čretež pri Krškem) је насељено место у општини Кршко, Посавска регија, Словенија.

## Историја
До територијалне реорганизације у Словенији био је у саставу старе општине Кршко.

## Становништво
У попису становништва из 2011. године, Чретеж при Кршкем је имао 47 становника.
| Број становника према пописима | Број становника према пописима | Број становника према пописима |
| ------------------------------ | ------------------------------ | ------------------------------ |
| 1991                           | 2002                           | 2011                           |
| 61                             | 48                             | 47                             |

Напомена: До 1953. исказивано под именом Чретеж.